# Камертонные часы
Камертонные часы — электронно-механический прибор для определения временных интервалов, в которых в качестве регулятора колебаний используется миниатюрный камертон.

## Устройство камертонных часов
Упрощенная электрическая схема камертонных часов состоит из транзистора, резистора, конденсатора, гальванического элемента и двух катушек: импульсной и катушки возбуждения, соединенных последовательно. Одна катушка имеет отвод, разделяющий её на две неравные части.
Механическая часть состоит из миниатюрного камертона, чашеобразных магнитопроводов изготовленных из электротехнической стали, постоянных магнитов и зубчатых колес.

## Принцип работы
Камертонная вилка используется в камертонных часах как эталон частоты, поскольку известно, что камертон обладает стабильными по частоте колебаниями. Именно способность к стабильным колебаниям камертона нашла применение в данной конструкции часов.
Камертонный механизм работает следующим образом: после подачи питания от гальванического элемента постоянные магниты с магнитопроводами расположенные на ножках миниатюрной камертонной вилки начинают колебаться, перемещаясь вдоль катушек (импульсной и катушки возбуждения). В катушке возбуждения возникает ЭДС (электродвижущая сила), которая отпирает переход транзистора. Ток от гальванического элемента через коллекторно-эмиттерный переход транзистора поступает на импульсную катушку. Магнитное поле катушки, оказывает воздействие на камертонную вилку, сообщая ей импульс, тем самым поддерживая постоянные колебания ножек камертона. Частота колебаний ножек миниатюрного камертона зависит от упругости материала и геометрической формы ножек. Как правило, частота колебания камертона составляет 360Гц.
На одной из ножек камертона, закреплен толкатель, передающий колебательные движения камертона храповому механизму. Ходовое колесо храпового механизма находится в постоянном зацеплении с другими зубчатыми колесами, приводя в движение весь часовой механизм. От проворота храповик фиксируется пружиной.

## История создания
Разработчиком механизма камертонных часов является швейцарский инженер Макс Хетцель (Max Hetzel). Первые камертонные часы «Accutron» были представлены компанией «Bulova Watch Co» 10 октября 1960 года.